# Валері Адамс
Валері Касаніта Адамс (англ. Valerie Kasanita Adams; колишнє прізвище — Вілі (фр. Vili); нар. 6 жовтня 1984) — новозеландська легкоатлетка, яка спеціалізується у штовханні ядра.

## Із життєпису
Народилась 1984 року в інтернаціональній сім'ї: мати була родом з Тонга, батько був за національністю британцем.
Учасниця п'яти Олімпійських ігор (2004, 2008, 2012, 2016, 2021). Володарка повного комплекту олімпійських нагород у штовханні ядра: «золото» (2008, 2012), «срібло» (2016) та «бронза» (2021). На Іграх-2004 була сьомою.
Чотириразова чемпіонка світу (2007, 2009, 2011, 2013) та срібна призерка чемпіоната світу (2005).
Чотириразова чемпіонка світу в приміщенні (2008, 2010, 2012, 2014) та бронзова призерка чемпіоната світу в приміщенні (2016).
Переможниця Кубка світу (2006) та Континентального кубка (2010) ІААФ.
Переможниця Діамантової ліги у штовханні ядра за підсумками шести сезонів (2010—2014, 2016).
Чемпіонка світу серед юніорів (2002) та юнаків (2001).
Триразова чемпіонка (2006, 2010, 2014) та дворазова чемпіонка (2002, 2018) Ігор Співдружності.
Рекордсменка Океанії у штовханні ядра.
Багаторазова чемпіонка Нової Зеландії у штовханні ядра (2001—2011, 2013—2014, 2016, 2018, 2020—2021). Один раз вигравала національну першість у метанні молота (2003).
Чемпіонка Австралії у штовханні ядра (2004—2005, 2008—2009, 2013).
У доробку Адамс серія з 56 перемог поспіль на офіційних змаганнях, починаючи з серпня 2010 до липня 2015.
Упродовж 2004—2010 була у шлюбі з Бертраном Вілі (нар. 1983), метальником диска з Нової Каледонії, дворазовим чемпіоном Тихоокеанських ігор (2007, 2011). Згодом взяла шлюб з Габріелом Прайсом (англ. Gabriel Price), від якого народила доньку Кімоану (англ. Kimoana; 2017) та сина Кепалелі (англ. Kepaleli; 2019).
Починаючи з жовтня 2020, тренувалася під керівництвом австралійського спеціаліста Дейла Стівенсона у одній групі з Томом Волшем.
Випускниця Технологічного інституту Манукау, що в Окленді.
1 березня 2022 оголосила про завершення змагальної кар'єри.

## Основні міжнародні виступи
| Рік  | Змагання                      | Місто          | Місце | Примітки         |
| ---- | ----------------------------- | -------------- | ----- | ---------------- |
| 1999 | Чемпіонат світу серед юнаків  | Бидгощ         |       |                  |
| 2001 | Чемпіонат світу серед юнаків  | Дебрецен       | 1     |                  |
| 2002 | Чемпіонат світу серед юніорів | Кінгстон       | 1     |                  |
| 2002 | Ігри Співдружності            | Манчестер      | 2     |                  |
| 2002 | Кубок світу                   | Мадрид         |       |                  |
| 2003 | Чемпіонат світу               | Париж          |       |                  |
| 2004 | Чемпіонат світу в приміщенні  | Будапешт       | 2кв4  |                  |
| 2004 | Олімпійські ігри              | Афіни          |       |                  |
| 2005 | Чемпіонат світу               | Гельсінкі      | 2     |                  |
| 2006 | Ігри Співдружності            | Мельбурн       | 1     |                  |
| 2006 | Кубок світу                   | Афіни          | 1     |                  |
| 2007 | Чемпіонат світу               | Осака          | 1     |                  |
| 2008 | Чемпіонат світу в приміщенні  | Валенсія       | 1     |                  |
| 2008 | Олімпійські ігри              | Пекін          | 1     |                  |
| 2009 | Чемпіонат світу               | Берлін         | 1     | Відео на YouTube |
| 2010 | Чемпіонат світу в приміщенні  | Доха           | 1     |                  |
| 2010 | Континентальний кубок         | Спліт          | 1     |                  |
| 2010 | Ігри Співдружності            | Нью-Делі       | 1     |                  |
| 2011 | Чемпіонат світу               | Тегу           | 1     |                  |
| 2012 | Чемпіонат світу в приміщенні  | Стамбул        | 1     |                  |
| 2012 | Олімпійські ігри              | Лондон         | 1     |                  |
| 2013 | Чемпіонат світу               | Москва         | 1     |                  |
| 2014 | Чемпіонат світу в приміщенні  | Сопот          | 1     |                  |
| 2014 | Ігри Співдружності            | Глазго         | 1     |                  |
| 2016 | Чемпіонат світу в приміщенні  | Портленд       | 3     |                  |
| 2016 | Олімпійські ігри              | Ріо-де-Жанейро | 2     |                  |
| 2018 | Ігри Співдружності            | Голд-Кост      | 2     |                  |
| 2021 | Олімпійські ігри              | Токіо          | 3     | Відео на YouTube |

## Визнання
- Спортсменка року Нової Зеландії (2006—2012)
- Легкоатлетка року ІААФ (2014)[7]
- Кавалерка ордена Нової Зеландії «За заслуги» (2017)[8]